# Girl Power
«Girl Power» es el segundo sencillo de la banda sonora The Cheetah Girls, de la película homónima.

## Sencillo
El sencillo fue lanzado oficialmente el 12 de agosto de 2003. La canción fue escrita por Rawnna M. Barnes y Ray Cham, y producida por este último.

### Lista de canciones
1. «Girl Power»
2. «Girl Power» (Meow Mix)

## Video musical
No se rodó un vídeo ya que se utilizó el de la película The Cheetah Girls, para promover esta.

## Trivia
- Esta canción es a menudo confundida con el lema de The Cheetah Girls "Growl Power", sin embargo en The Party's Just Begun Tour, The Cheetah Girls cambiaron la canción a "Growl Power", con el fin de que la canción fuera también un llamamiento para los muchachos.